# 국보자매
국보자매는 대한민국의 팝 듀오이다.

## 활동
1981년 데뷔하였다. 국보자매의 대표곡은 〈내 모습이 쓸쓸해요〉로, 이들은 일본과 미국 등으로 순회 공연을 다닐 정도로 크게 인기를 끌었다.
1986년, 임경희가 도쿄음대에 복학하기 위해 출국하면서 해체하였다. 그러나 자매의 아버지 임천수가 사망하면서 임경희는 학업 집중 및 잠정 해체 계획을 취소하고 임천수의 유작을 위해 다시 활동하기로 결심하였다. 2006년 14번째 앨범을 내면서 아버지의 유작을 뮤지컬로 재현할 것을 밝혔다.

## 음반
- 하늘 같은 그 사람 (1981)
- 님 생각 (1981)
- 내 모습이 쓸쓸해요 (1982)
- 정든 배 떠나가네 (1983)
- 너무 너무 사랑해 (1984)
- 크리스마스 캐롤 (1984)
- 백치미 ('85 국보자매) (1984)
- 사랑이 떠나갈 때 (1986)
- 국보자매 신민요집 (1986)
- 님생각 (1990)
- 국보자매 데뷔 20주년 기념 (옛사랑) (2004)
- 新 아리랑 국보자매 2006 (2006)